# IBM POWER

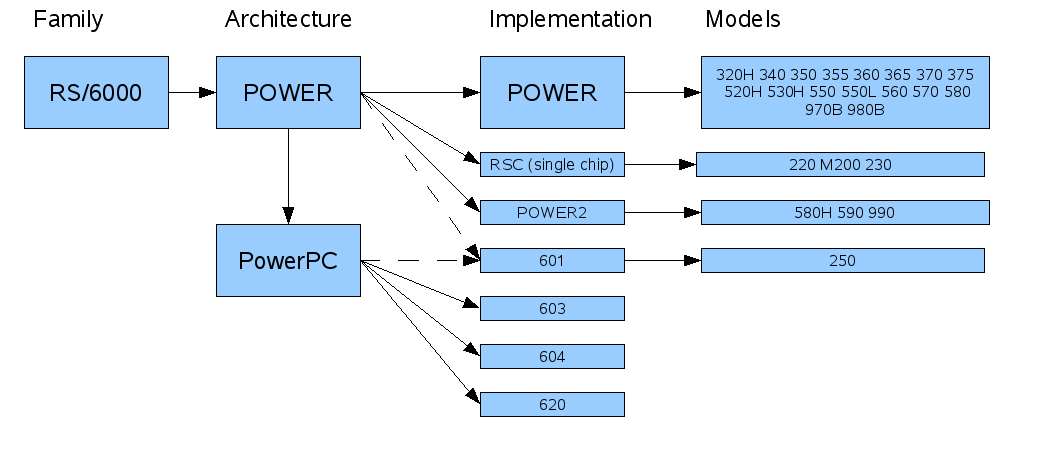
Diagrama istoriei arhitecturii POWER

IBM POWER (Performance Optimization With Enhanced RISC) este o arhitectură de seturi de instrucțiuni (ISA) dezvoltată de IBM. POWER este, de asemenea, numele unei serii de microprocesoare care implementează același set de instrucțiuni de arhitectură. 

Arhitectura POWER a trecut prin câteva generații în dezvoltarea sa. Începând cu POWER3, microprocesoarele acceptă setul complet de instrucțiuni al arhitecturii PowerPC pe 64 biți și nu acceptă instrucțiunile vechi (cum ar fi lfq sau stfq) care au fost eliminate din arhitectură odată cu apariția standardului PowerPC. De asemenea, s-a renunțat la suportul pentru instrucțiunile extinse POWER2. 
Microprocesoarele din seria POWER sunt utilizate în principal în servere, stații de lucru, sisteme înglobate, mainframe și supercalculatoare IBM.

## Istoric

### Proiectul IBM 801
În 1974, cercetătorul John Cocke și echipa sa de la IBM Research au început să lucreze la proiectarea unui controler pentru o centrală telefonică. Acesta nu necesita efectuarea de calcule complexe, fiecare etapă a calculelor fiind înlocuită cu instrucțiuni simple finalizate în același timp,
ceea ce a dus la creșterea lungimii programelor. Acest concept de design raționalizat a devenit ulterior cunoscut sub numele de RISC (Reduced Instruction Set Computer). IBM a păstrat designul procesorului și l-a numit 801 după adresa la care se afla Thomas J. Watson Research Center. Noul design arhitectural a permis calculatoarelor să ruleze mult mai repede decât era posibil până acum și este încă folosit în aproape fiecare dispozitiv de calcul.

Din 1982 timp de doi ani, au fost explorate limitele suprascalare ale proiectului 801 și au fost aduse mai multe modificări pentru a procesa mai multe instrucțiuni pe ciclu în același timp.

### Proiectul America
În 1985, Centrul de Cercetare Watson a început cercetarea arhitecturii RISC de a doua generație, iar rezultatul a fost „arhitectura AMERICA”. În 1986, IBM a început să dezvolte seria RS/6000 la Somerset Design Center în Austin, Texas pe baza acestei arhitecturi.
În februarie 1990, IBM produce RISC System/6000 (RS/6000) primul computer IBM cu arhitectură POWER. RS/6000 este împărțit în două nivele, POWERstation și respectiv POWERserver. RS/6000 are două configurații numite RIOS-1 și RIOS.9 sau POWER1 CPU. RIOS-1 are 11 cipuri: un cip de instrucțiuni cache, un cip întreg, un cip cu virgulă mobilă, patru cipuri cache de date, un cip de control al stocării, două cipuri I/O și un cip de ceas. RIOS.9 are 8 cipuri: un cip de instrucțiuni cache, un cip întreg, un cip cu virgulă mobilă, două cipuri de cache de date, un cip de control al stocării, un cip I/O și un cip de ceas.

Pentru RS/6000 de nivel inferior a fost dezvoltat RIOS cu un singur cip RSC (RISC Single Chip). Primul calculator cu RSC în 1992 a fost utilizat în stații de lucru entry-level ale familiei RS/6000, modelele 220 și 230. 

Alte versiuni au fost POWER1+ versiune mai rapidă a RIOS-1 realizată pe un proces de fabricație redus și POWER1++ versiune și mai rapidă a RIOS-1.

### Amazon
Proiectul Amazon a fost lansat în 1990, cu scopul de a crea o arhitectură comună pentru sistemele de operare IBM AIX și OS/400 concepute pentru calculatoarele IBM AS/400. S-a proiectat un set de instrucțiuni RISC numit PowerPC AS (Advances Series) sau Amazon Series, pentru a înlocui setul de instrucțiuni CISC al computerelor AS/400 existente. Designul original a derivat din setul de instrucțiuni Intelligent Platform Management Interface (IPMI) existent, extins la 64 biți. Proiectul Amazon a extins suportul pentru aceste caracteristici pentru a proiecta un procesor care poate fi utilizat atât în RS/6000, cât și în AS/400.

În 1995 au fost lansate procesoarele high-end multi-chip A25/30 „Muskie” și procesorul single-chip A10 „Cobra” utilizate în AS/400. Procesorul „Apache” apărut în 1997 se numește IBM RS64 atunci când este utilizat pe RS/6000. 

### POWER2
Lansat în 1993 și comercializat până în 1998, POWER2 a fost primul procesor multicip, două unități de calcul în virgulă mobilă, 8 cipuri și mai mult cache. POWER2 Super Chip (P2SC) a fost o versiune cu un singur cip pentru servere și supercalculatoare de înaltă performanță. P2SC este procesorul folosit în supercomputerul IBM Deep Blue care l-a învins pe campionul mondial la șah Gary Kasparov în 1997. 

Alte procesoare au fost POWER2+ versiune cu 6 cipuri cu suport pentru cache L2 extern și P2SC+ versiune mai rapidă P2SC datorită procesului de fabricație redus.

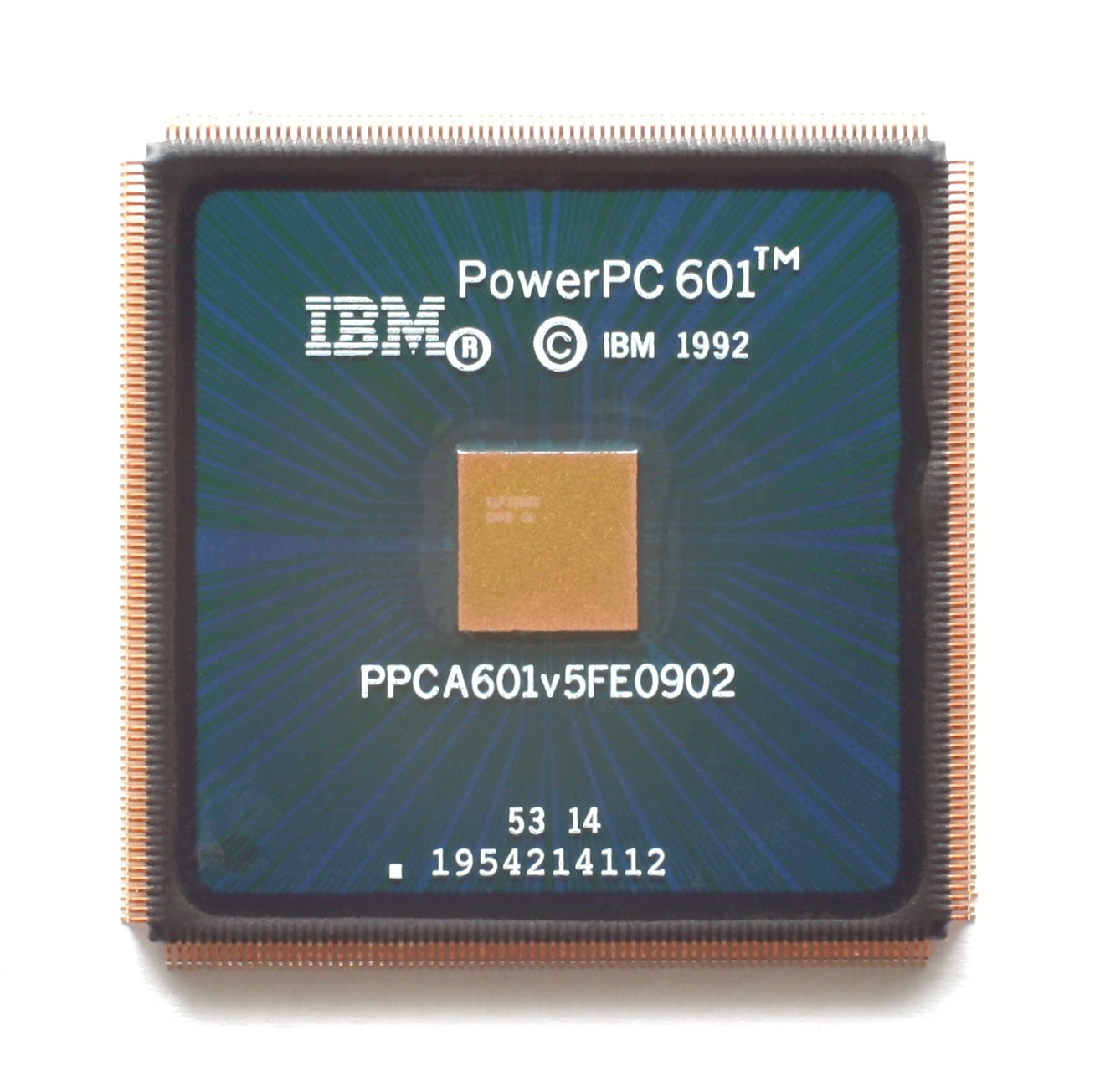
IBM PowerPC 601

### PowerPC
După doi ani de dezvoltare, în 1993, s-a născut arhitectura PowerPC modificată din arhitectura POWER. Arhitectura PowerPC adaugă instrucțiuni aritmetice în virgulă mobilă cu precizie simplă și instrucțiuni de înmulțire și înpărțire între registre generale și elimină unele caracteristici POWER, cum ar fi utilizarea registrelor MQ pentru instrucțiunile de înmulțire și împărțire. De asemenea, adaugă extensie pe 64 biți și suport pentru symmetric multiprocessing (SMP). Primul cip PowerPC este PowerPC 601 bazat pe RSC.

### POWER 3
IBM a introdus POWER3 cu procesorul PowerPC 630 în 1998. Implementează setul de instrucțiuni POWER pe 64 biți, incluzând toate setările de instrucțiuni opționale și are, de asemenea, două unități în virgulă mobilă, trei unități aritmetice întregi și două unități de stocare. Toate procesoarele POWER ulterioare au implementat instrucțiuni complete pe 64 biți PowerPC și POWER.

### POWER4
În 2001, IBM produce prima serie de procesoare GIGA, POWER4. Sunt procesoare care implementează un set complet de instrucțiuni pe 64 biți și extensie AS/400. Au fost utilizate pe sistemele RS/6000 și AS/400 pentru a înlocui procesoarele POWER3 și RS64. Concomitent a fost lansat un set de instrucțiuni numit PowerPC v. 2.00. Unele extensii au fost adăugate la acest set de instrucțiuni, cum ar fi instrucțiunea mfcr cu un parametru.

În 2002 a fost lansat PowerPC 970, un derivat al POWER4 cu adăugarea unei unități VMX (AltiVec) care a fost folosit de Apple în Power Mac G5, primul Macintosh și primul desktop care funcționează pe 64 biți.

### POWER5

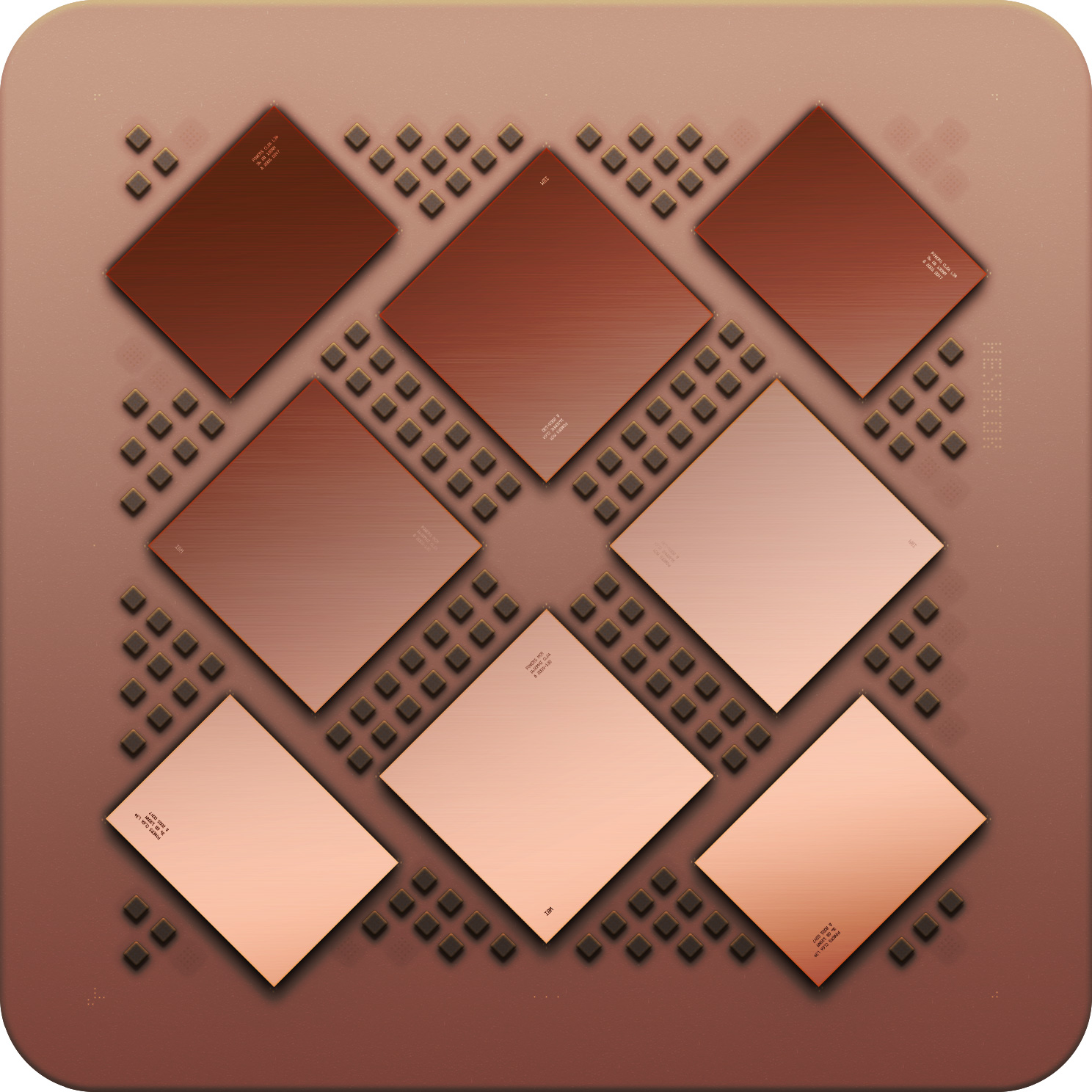
POWER5 MCM (Multi-Chip Module) cu patru procesoare și 36 MB de cache L3 extern

În 2004, IBM a introdus procesorul POWER5, versiune îmbunătățită POWER4 cu frecvența ceasului între 1,5 și 1,9 GHz. Este un procesor multi-core cu două nuclee și acceptă două fire de paralel multi-threading (SMT), deci implementează patru procesoare logice. Mai multe procesoare POWER5 pot fi combinate într-un singur procesor vectorial prin Virtual Vector Architecture (ViVA). Versiunea POWER5+ are un consum redus de energie, datorită procesului de fabricație de 90 nm. 

### POWER6
POWER6 a fost lansat pe 21 mai 2007. Acesta adaugă VMX la seria POWER, ViVA-2 și suport hardware pentru aritmetica zecimală pe lângă aritmetica binară utilizată în mod normal în procesoare. Este un design dual-core, ajungând la 4,7 GHz cu un proces de fabricație în 65 nm. Este integrat în computerele de înaltă performanță, cum ar fi cele necesare în construcția de aeronave și în simulările de accidente în construcția de automobile. POWER6+ a apărut în noiembrie 2008. 

### POWER7
POWER7 este primul procesor din seria Peta. Lansat în 2010, cu tehnologie CMOS de 45 nm, a fost selectat de agenția DARPA la proiectul High Productivity Computing Systems (HPCS) ca unul dintre candidați la supercomputerele Peta-FLOPS. POWER7 este alcătuit din 1,2 miliarde de tranzistoare. Procesorul integrează 4, 6 sau 8 nuclee per soclu și poate executa până la 32 de sarcini simultan, deoarece fiecare nucleu poate executa 4 fire aproape simultan. Sistemele POWER7 sunt oferite pe modele entry-level (Power 710, Power 720, Power 730 și Power 740), intermediare (Power 750 și Power 770), performanțe ridicate (Power 755), performanțe foarte ridicate (Power 775) și business (Power 780 și Power 795). Modelul high-end este Power 795, are 256 de nuclee (1024 fire), frecvența între 2,4 și 4,25 Ghz și acceptă până la 8 TB de memorie DDR-3 SuperNova. 

Procesoarele POWER7 sunt, de asemenea, utilizate pentru construirea unei noi generații de supercalculatoare. Watson, are 2.880 de procesoare POWER 750 3,5 GHz cu 8 nuclee, 4 fire pe nucleu și un total de 16 TB de memorie RAM.

### POWER8
POWER8 este familia de microprocesoare POWER superscalare introduse de IBM în august 2013 la conferința Hot Chips din Silicon Valley. Fabricate folosind tehnologia de 22 nm, acestea conțin 6 sau 12 nuclee și frecvențe de ceas de la 2,5 la 5 GHz. Sistemele bazate pe POWER8 sunt disponibile din iunie 2014. Sistemele și procesoarele POWER8 sunt disponibile pentru licențiere în cadrul fundației OpenPOWER.

### POWER9
Procesorul POWER9 lansat în 2017, este fabricat utilizând un proces FinFET de 14 nm și disponibil în patru versiuni: două versiuni SMT4 cu 24 de nuclee PowerNV pentru aplicații de scalabilitate și două versiuni SMT8 cu 12 nuclee PowerVM pentru scalabilitate. Arhitectura POWER9 este deschisă pentru licențiere și modificare de către membrii Fundației OpenPOWER. Procesorul POWER9 este primul care încorporează elemente ale versiunii Power ISA 3.0,  instrucțiunile VSX-3 și suport pentru tehnologia magistralei Nvidia NVLink. Primul server alimentat de POWER9 a fost Power Systems AC922. POWER9 este utilizat în special de supercomputerele Summit și Sierra, operaționale din 2018. 

### POWER10
POWER10 este familia de multiprocesoare simetrice superscalare fabricate cu un proces EUV de 7 nm și folosesc setul de instrucțiuni Power ISA versiunea 3.1, deschis în 2019 ca parte a inițiativei OpenPOWER. Sunt planificate două opțiuni de procesor: 15 nuclee cu opt fire pe nucleu (SMT8) și 30 nuclee cu patru fire (SMT4). Fiecare dintre nucleele SMT8 conține 8 blocuri SIMD și 4 blocuri matrice. De asemenea suport pentru OpenCAPI 4.0 și NVLink3. Producția de serie este programată pentru trimestrul IV al anului 2021 la fabrica Samsung MicroElectronics.

| Model   | Anul lansării | Frecvența       | Fabricație  | Cip       |
| ------- | ------------- | --------------- | ----------- | --------- |
| POWER2  | 1993          | 23 - 71 MHz     | 720 nm      |           |
| POWER3  | 1998          | 200 - 400 MHz   | 220 nm      | 64 bit    |
| POWER4  | 2001          | 1,1 - 1,9 GHz   | 180 nm      | 2 nuclee  |
| POWER5  | 2004          | 1,5 - 2,3 GHz   | 130 - 90 nm | 2 nuclee  |
| POWER5+ | 2005          | 1,5 - 2,3 GHz   | 90 nm       | 2 nuclee  |
| POWER6  | 2007          | 3,5 - 5 GHz     | 65 nm       | 2 nuclee  |
| POWER6+ | 2008          | 4,2 - 5 GHz     | 65 nm       | 2 nuclee  |
| POWER7  | 2010          | 2,4 - 4,25 GHz  | 45 nm       | 8 nuclee  |
| POWER7+ | 2012          | 3,13 - 4,42 GHz | 32 nm       | 8 nuclee  |
| POWER8  | 2014          | 2,5 - 5,0 GHz   | 22 nm       | 12 nuclee |
| POWER9  | 2017          | 4 GHz           | 14 nm       | 24 nuclee |
| POWER10 | 2021          | +4 GHz          | 7 nm        | 48 nuclee |